# Raffaellino del Colle
Raffaellino Del Colle (Sansepolcro, 1495 – Sansepolcro, 17 novembre 1566) è stato un pittore italiano.

## Biografia
Egli fu attivo soprattutto in Alta Valle del Tevere, specialmente a Sansepolcro, Città di Castello e Citerna, tanto che la sua opera costituisce uno degli elementi che concorrono a formare l'identità di questa terra. 
Fu uno degli ultimi allievi diretti di Raffaello, che assisté durante i lavori della Villa Farnesina e nei tanti compiuti dal maestro in Vaticano. Dopo la morte di Raffaello, Raffaellino lavorò sotto Giulio Romano nella Sala di Costantino in Vaticano ed a Mantova in Palazzo Te. Dopo il Sacco di Roma del 1527, la maggior parte degli artisti stranieri a Roma lasciarono la città per far ritorno nelle proprie terre d'origine. Raffaellino andò a Città di Castello, nei pressi della sua città natale, dove trovò lavoro dipingendo pale di altare per le principali chiese, quest'oggi si trovano in gran parte presso la Galleria d'Arte Municipale della stessa città. Lavorò inoltre in varie città italiane: a Sansepolcro, sua città natale; a Citerna nella Chiesa di San Francesco il Cristo in gloria tra angeli, San Francesco e San Michele Arcangelo. A Sant'Angelo in Vado nella chiesa dei Servi di Maria; al servizio del Duca Della Rovere a Urbino dal 1539 al 1543; con Girolamo Genga a Pesaro, per decorare la Camera dei Semibusti, la Sala della Calunnia e il Gabinetto d'Ercole della Villa Imperiale per Francesco Maria della Rovere, duca di Urbino. A Perugia per la decorazione interna della Rocca Paolina (1540). Nel 1536, essendo assistente del Vasari, lavorò alle decorazioni temporanee della strada in occasione dell'entrata di Carlo V in Firenze. Ad Assisi, dove affrescò a grottesche la "Volta Pinta" in piazza del Comune (1556).Col Vasari lavorò anche a Napoli.

## Opere

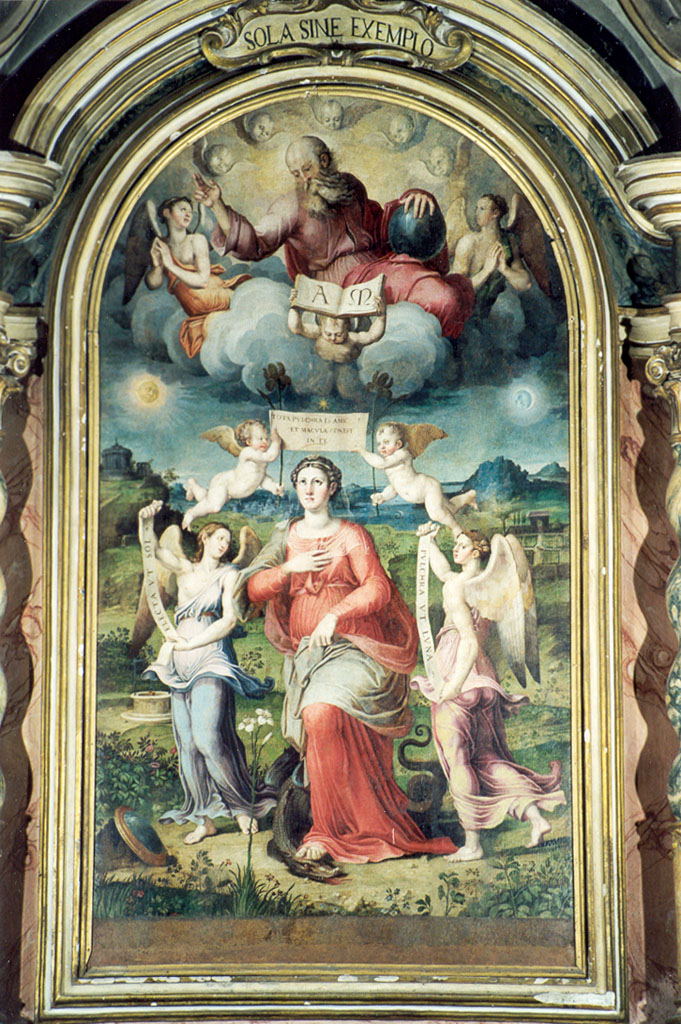
Raffaellino Del Colle, L'Immacolata Concezione (1530), Pieve Collegiata di Mercatello sul Metauro

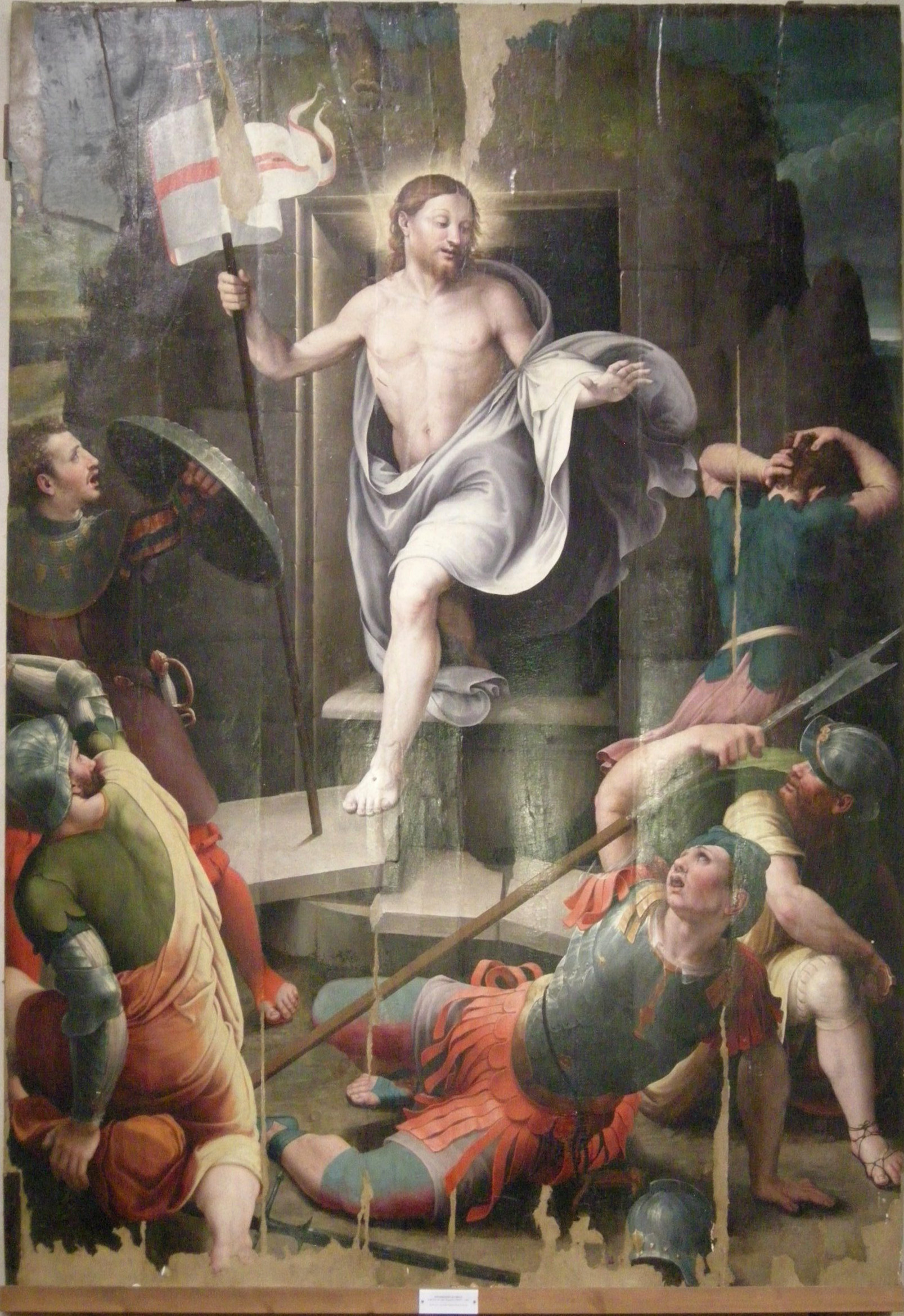
Resurrezione di Cristo, Duomo di Sansepolcro

- Resurrezione di Cristo, Basilica Cattedrale, Sansepolcro
- Padre Eterno benedicente, Basilica Cattedrale, Sansepolcro
- Resurrezione di Cristo, chiesa di San Rocco, Sansepolcro
- Madonna delle Grazie, Santuario della Madonna delle Grazie, Sansepolcro
- Padre Eterno benedicente, San Lorenzo, Sansepolcro
- Padre Eterno benedicente, Sant'Antonio Abate, Sansepolcro
- Volto di giovane, disegno conservato nell'Archivio Storico Diocesano di Sansepolcro
- Immacolata concezione, Pieve Collegiata, Mercatello sul Metauro
- Martirio di San Sebastiano, affresco, Pieve Santa Maria, Pietralunga
- Sacra Famiglia con Sant'Elisabetta e San Giovannino, olio su legno, (118 × 92 cm)
- Testa di donna
- Adorazione dei pastori (1539-1540), pala d'altare (245 × 170 cm), chiesa di san Pietro, cappella di san Benedetto, Gubbio
- San Benedetto accoglie il suo allievo san Mauro presentato dal padre, affresco, chiesa di san Pietro, Gubbio
- San Bernardo e il miracolo della lattazione e matrimonio mistico di santa Caterina da Siena, pala d'altare, (134 × 106,5 cm),  Statens Museum for Kunst, Danemark
- Angelo annunciante, pittura, Odon Wagner Gallery, Toronto
- Resurrezione di Cristo, predella, Princeton University Art Museum, Princeton
- Madonna con Bambino e san Giovannino, dipinto, Musée des beaux-arts, Digione
- Madonna con Bambino e san Giovannino, The Walters Art Museum, Baltimora
- Madonna con Bambino e san Giovannino, Galleria Borghese, Roma
- Sant'Agostino, san Domenico e san Francesco d'Assisi in adorazione della Madonna con Bambino in gloria tra san Giacomo Maggiore e san Filippo (1563), pala d'altare, Oratorio della Confraternita Disciplinata di Sant'Agostino, Pérouse,

Affreschi, Palazzo Rondanini Aldobrandini, Roma
- Storie della famiglia Farnese
- Figure allegoriche
- Fregi con putti
- Frutta e mascheroni
- Impresa di Paolo III Farnese

Museo Civico, Sansepolcro
- Purificazione della Vergine (1535-36) dalla chiesa di Santa Maria Maddalena dei Minori Osservanti (Sansepolcro) soppressa.

- Assunzione e Incoronazione della Vergine (1526-27), pala d'altare dalla chiesa di Santa Maria Maddalena (Sansepolcro) soppressa.
- San Leone I Magno benedicente, affresco staccato dall'oratorio di San Leo oggi soppresso, 1535 ca.

Pinacoteca, Città di Castello
- Presentazione di Gesù al Tempio
- Presentazione della Vergine al Tempio
- Annunciazione, pala d'altare
- Apparizione di Cristo risorto alla Madonna, pittura su legno
- Cena in Emmaus, pittura su legno
- Resurrezione di Cristo, predella
- Noli me tangere, predella
- Discesa di Cristo al limbo, predella
- Assunzione della Madonna, pala d'altare
- Deposizione di Cristo dalla croce, pala d'altare
- Angelo con corona di spine
- Angelo con lancia
- Angelo con croce

Affreschi, (1530-1538), Oratorio del Corpus Domini, Urbania
- Sibilla Agrippa
- Sibilla Persica
- Sibilla Libica
- Sibilla Lucana
- Sibilla Samia
- Profeta
- Sacra Famiglia con san Giovannino, sant'Elisabetta e angeli
- Dio Padre e angeli
- Putti
- Corteo marino
- Amos
- Isaia

Dipinti, (1530-1538), Oratorio del Corpus Domini, Urbania
- Cristo risorto tra angeli con strumenti della Passione
- Sacra Famiglia e angeli

Affreschi della Sala della Calunnia, Villa Imperiale, Pesaro
- La Calunnia da Apelle
- L'Apoteosi di innocenti in presenza di una dea benefica e tra Abbondanza e Pace bruciano le armi
- Le tre Virtù teologali, (Fede, Speranza, Carità)
- Diana di Efeso

Affresco della Sala del Giuramento, Villa Imperiale, Pesaro
- Le truppe fedeli a Francesco Maria I prestano giuramento di fedeltà al duca a Sermide